# Estadio Luis Alfonso Giagni
Das Estadio Luis Alfonso Giagni (Deutsch Luis-Alfonso-Giagni-Stadion), auch Villa Elisa genannt, ist ein Stadion in der paraguayischen Hauptstadt Asunción. Es fasst heute 10.000 Zuschauer. 
Der heimische Fußballverein Club Sol de América trägt hier seine Heimspiele aus.